# Tony Di Bart
Tony Di Bart, echte naam Antonio DiBartolomeo (Slough, 27 april 1964) is een Engelse zanger, die halverwege de jaren 90 bekendheid kreeg wegens enkele grote eurodancehits.
Antonio's grootste hit in Nederland was  'The Real Thing'  uit 1994, dat in de Nederlandse Top 40 de 23ste positie behaalde en 6 weken in deze lijst verbleef. Een andere bekende hit van Tony Di Bart is bijvoorbeeld  'Turn Your Love Around'  uit 1996, welke werd geremixt door de 2 brothers on the 4th floor. In de backing vocals van deze remix is ook de stem van zangeres Desray te horen. Vier singles kwamen in de Tipparade:  'The Real Thing' ,  'Do It' ,  'Why Did Ya'  en  'Turn Your Love Around' . Deze vier singles en daar nog bij:  'Love U More'  en  'The Real Thing '98'  stonden ook in de Dance Top 30. In het buitenland deed hij het nog een stuk beter want de remix versie van  'The Real Thing'  behaalde in het Verenigd Koninkrijk de 1ste plaats. Voor zover bekend heeft Tony Di Bart geen album uitgebracht. Van Antonio is verder ook geen nieuws meer.

## Discografie

### Singles
| Single met eventuele hitnotering(en) in de Nederlandse Top 40 | Datum van verschijnen | Datum van binnenkomst | Hoogste positie | Aantal weken | Opmerkingen                           |
| ------------------------------------------------------------- | --------------------- | --------------------- | --------------- | ------------ | ------------------------------------- |
| The Real Thing                                                | 1994                  | 28-05-1994            | 23              | 6            | -                                     |
| Do It                                                         | 1994                  | -                     | tip4            | -            | Dancesmash op Radio 538               |
| Why Did Ya                                                    | 1995                  | -                     | tip6            | -            | Dancesmash op Radio 538               |
| Turn Your Love Around                                         | 1996                  | -                     | tip2            | -            | Backing vocals ingezongen door Desray |
| Love U More                                                   | 1997                  | -                     | -               | -            | -                                     |
| The Real Thing '98                                            | 1998                  | -                     | -               | -            | -                                     |